# Mellon Collie and the Infinite Sadness
| 전문가 평가                   | 전문가 평가                 |
| 평가 점수                     | 평가 점수                   |
| 출처                          | 점수                        |
| ----------------------------- | --------------------------- |
| AllMusic                      | [ 1 ]                       |
| Entertainment Weekly          | A                           |
| The Guardian                  | [ 3 ]                       |
| Los Angeles Times             | [ 4 ]                       |
| NME                           | 8/10                        |
| Pitchfork                     | 6.8/10 (1995) 9.3/10 (2012) |
| Q                             | [ 8 ]                       |
| Rolling Stone                 | [ 9 ]                       |
| The Rolling Stone Album Guide | [ 10 ]                      |
| Spin                          | 8/10                        |

《Mellon Collie and the Infinite Sadness》는 1995년 10월 24일, 버진 레코드에서 발매된 미국의 얼터너티브 록 밴드 스매싱 펌킨스의 세 번째 스튜디오 음반이자 첫 번째 더블 음반이다. 보컬리스트 겸 기타리스트 빌리 코건이 프로듀서 플러드, 앨런 몰더와 함께 프로듀싱했다. 28트랙으로 구성된 이 장대한 음반은 2디스크 CD와 트리플 LP로 발매되었다. 아트 록, 그런지, 얼터너티브 록, 헤비 메탈 등 다양한 음악 스타일이 특징이다.
리드 싱글 〈Bullet with Butterfly Wings〉에 힘입어 이 음반은 미국 빌보드 200에서 첫 주 판매량 246,500장으로 1위를 차지하며 데뷔했다. 이 음반은 여전히 빌보드 200에서 1위를 차지한 밴드의 유일한 음반이다. 1996년에 싱글 〈1979〉, 〈Zero〉, 〈Tonight, Tonight〉, 프로모션 〈Muzzle〉, 〈Thirty-Three〉를 5장 더 발매했고, 미국 음반 산업 협회로부터 다이아몬드 인증을 받아 미국에서 천만 장 이상 판매되었다. 녹음 세션에서는 수십 곡의 완전 완성된 곡이 음반에서 잘려져 나중에 발매될 때 다시 등장했다. 1996년 11월에 발매된 《The Aeroplane Flies High》라는 제목의 박스 세트는 프로모션 싱글과 《Mellon Collie》 세션에서 최종 컷에 진출하지 못한 약 30곡의 완전 완성된 곡(약 70개의 짧은 곡으로 구성된 파스티슈 또는 메들리 〈Pastichio Medley〉를 포함한다)을 편집했다. 두 음반 모두 몇 년 후 더 많은 세션 트랙으로 재발매되었다.

## 배경
스매싱 펌킨스의 두 번째 음반인 《Siamese Dream》 (1993년)을 지원하기 위해 13개월간 투어를 마친 빌리 코건은 곧바로 밴드의 다음 음반을 위한 곡을 작곡하기 시작했다. 처음부터 밴드는 비틀즈의 동명 음반에서 영감을 받아 새 음반을 더블 음반으로 만들 계획이었다. 코건은 "《Siamese Dream》을 더블 음반으로 만들 수 있는 충분한 자료가 거의 있었습니다. 이번 새 음반에서는 다른 종류의 자료를 넣을 수 있는 더 넓은 범위를 만들겠다는 생각이 정말 마음에 들었습니다."라고 말했다. 코건은 밴드의 음악적 접근 방식이 순조롭게 진행되고 있다고 생각하며 밴드가 음반을 마치 마지막 음반처럼 접근하기를 원했다. 코건은 당시 음악 언론과의 인터뷰에서 이 음반을 "X세대를 위한 《The Wall》"이라고 표현했는데, 이는 역사상 가장 많이 팔리고 가장 잘 알려진 콘셉트 음반 중 하나인 핑크 플로이드의 1979년 음반과 비교한 것입니다.
밴드는 그룹의 이전 음반을 프로듀싱했던 부치 비그와 함께 작업하지 않기로 결정하고 플러드와 앨런 몰더를 공동 프로듀서로 선정했다. 코건은 "솔직히 말해서 부치와 너무 가까워져서 우리에게 불리하게 작용하기 시작한 상황이었던 것 같아요... 저는 이 상황을 소니틱하게 강요하고 정상적인 펌킨 녹음 모드에서 벗어나야 한다고 생각했습니다. 과거의 펌킨 작업을 반복하고 싶지 않았어요."
플러드는 즉시 밴드의 녹음 관행을 바꾸도록 압력을 가했다. 코건은 나중에 "플러드는 자신이 라이브로 볼 수 있는 밴드가 실제로 음반에 잡히지 않는 것처럼 느꼈다"라고 말했다. 1995년 4월, 밴드는 스튜디오에 바로 들어가지 않고 리허설 공간에서 녹음을 시작했다. 이 세션에서 밴드는 플러드와 함께 거친 리듬 트랙을 녹음했다. 원래 음반의 초안을 만들기 위해 고안되었지만 리허설 공간 세션에서 새 음반의 리듬 섹션 부분의 상당 부분을 산출했다. 또한 플러드는 밴드가 녹음 세션 중에 한 번도 참여한 적이 없는 잼 세션이나 작곡에 전념하는 시간을 매일 따로 두었다고 주장했다. 코건은 "그렇게 작업하면 전체 과정이 매우 흥미로워지는 것을 막을 수 있었다"라고 말했다.

## 커버 아트
이 커버 아트와 시각적 디자인은 위스콘신주에 거주하는 일러스트레이터이자 콜라주 아티스트인 존 크레이그가 대부분의 경력을 잡지 편집 커미션을 받으며 구상한 것이다. 크레이그는 코건의 낙서된 메모와 조잡한 스케치를 바탕으로 작업했으며, 대부분 팩스를 통해 도착했다. 크레이그는 파이프를 피우는 동물, 얼굴이 있는 천체, 섬뜩한 꿈의 풍경을 걷는 아이들 등 음반의 포장지 곳곳에 등장하는 다른 일러스트레이션을 모호하게 골동품적인 색채로 만들었다. 실제로 별 위에 있는 앞면 커버의 여성은 장바티스트 그뢰즈의 《기념품》이라는 제목의 그림에서 얼굴을 가져왔고, 나머지 시신은 라파엘로 산치오의 《알렉산드리아 성 캐서린》 초상화에서 가져왔다.

## 곡 목록
모든 곡들은 특별한 언급이 없는 한 빌리 코건에 의해 작사/작곡하였다.

### 콤팩트 디스크/카세트 버전/2012년 바이닐 재발행
| #   | 제목                                              | 작사·작곡   | 재생 시간 |
| --- | ------------------------------------------------- | ----------- | --------- |
| 1.  | 〈Mellon Collie and the Infinite Sadness (기악)〉 |             | 2:52      |
| 2.  | 〈Tonight, Tonight〉                              |             | 4:31      |
| 3.  | 〈Jellybelly〉                                    |             | 3:01      |
| 4.  | 〈Zero〉                                          |             | 2:40      |
| 5.  | 〈Here Is No Why〉                                |             | 3:45      |
| 6.  | 〈Bullet with Butterfly Wings〉                   |             | 4:18      |
| 7.  | 〈To Forgive〉                                    |             | 4:17      |
| 8.  | 〈Fuck You (An Ode to No One)〉                   |             | 4:51      |
| 9.  | 〈Love〉                                          |             | 4:22      |
| 10. | 〈Cupid de Locke〉                                |             | 2:50      |
| 11. | 〈Galapogos〉                                     |             | 4:46      |
| 12. | 〈Muzzle〉                                        |             | 3:44      |
| 13. | 〈Porcelina of the Vast Oceans〉                  |             | 9:21      |
| 14. | 〈Take Me Down〉                                  | 제임스 이하 | 2:52      |

| #   | 제목                          | 작사·작곡  | 재생 시간 |
| --- | ----------------------------- | ---------- | --------- |
| 1.  | 〈Where Boys Fear to Tread〉  |            | 4:22      |
| 2.  | 〈Bodies〉                    |            | 4:12      |
| 3.  | 〈Thirty-Three〉              |            | 4:10      |
| 4.  | 〈In the Arms of Sleep〉      |            | 4:12      |
| 5.  | 〈1979〉                      |            | 4:26      |
| 6.  | 〈Tales of a Scorched Earth〉 |            | 3:45      |
| 7.  | 〈Thru the Eyes of Ruby〉     |            | 7:38      |
| 8.  | 〈Stumbleine〉                |            | 2:54      |
| 9.  | 〈X.Y.U.〉                    |            | 7:07      |
| 10. | 〈We Only Come Out at Night〉 |            | 4:05      |
| 11. | 〈Beautiful〉                 |            | 4:18      |
| 12. | 〈Lily (My One and Only)〉    |            | 3:31      |
| 13. | 〈By Starlight〉              |            | 4:48      |
| 14. | 〈Farewell and Goodnight〉    | 이하, 코건 | 4:22      |

## 인증
| 국가                                                                                         | 인증        | 판매량/출하량 |
| -------------------------------------------------------------------------------------------- | ----------- | ------------- |
| 오스트레일리아 (ARIA)                                                                        | 4× 플래티넘 | 280,000^      |
| 벨기에 (BEA)                                                                                 | 플래티넘    | 50,000*       |
| 캐나다 (뮤직 캐나다)                                                                         | 다이아몬드  | 1,000,000^    |
| 덴마크 (IFPI Danmark)                                                                        | 플래티넘    | 50,000^       |
| 프랑스 (SNEP)                                                                                | 플래티넘    | 300,000*      |
| 독일 (BVMI)                                                                                  | 골드        | 250,000^      |
| 그리스 (IFPI 그리스)                                                                         | 골드        | 30,000^       |
| 이탈리아 (FIMI) sales since 2009                                                             | 골드        | 25,000        |
| 일본 (RIAJ)                                                                                  | 골드        | 100,000^      |
| 네덜란드 (NVPI)                                                                              | 골드        | 50,000^       |
| 뉴질랜드 (RMNZ)                                                                              | 플래티넘    | 15,000^       |
| 노르웨이 (IFPI 노르웨이)                                                                     | 골드        | 25,000*       |
| 스페인 (PROMUSICAE)                                                                          | 골드        | 50,000^       |
| 스웨덴 (GLF)                                                                                 | 골드        | 50,000^       |
| 영국 (BPI)                                                                                   | 플래티넘    | 300,000^      |
| 미국 (RIAA)                                                                                  | 다이아몬드  | 5,000,000^    |
| *판매량을 기반으로 한 인증 · ^출하량을 기반으로 한 인증 · 판매량+스트리밍을 기반으로 한 인증 |             |               |

## 같이 보기
- 미국에서 가장 많이 팔린 음반 목록